# Iaskove, Mena
Iaskove (în ucraineană Яськове) este un sat în comuna Leninivka din raionul Mena, regiunea Cernihiv, Ucraina.

## Demografie
Componența lingvistică a localității Iaskove
     Ucraineană (100%)
Conform recensământului din 2001, toată populația localității Iaskove era vorbitoare de ucraineană (100%).